# هولتن (ویسکانسین)
هولتن (به انگلیسی: Houlton) یک منطقهٔ مسکونی در ایالات متحده آمریکا است که در شهرستان سنت کریکس، ویسکانسین واقع شده‌است. هولتن ۳۸۶ نفر جمعیت دارد و ۲۶۶٫۰۹ متر بالاتر از سطح دریا واقع شده‌است.